# Charpey
Charpey é uma comuna francesa na região administrativa de Auvérnia-Ródano-Alpes, no departamento de Drôme. Estende-se por uma área de 15,48 km². Em 2010 a comuna tinha 1 505 habitantes (densidade: 97,2 hab./km²).